# 陳展鵬
陳展鵬（英語：Ruco Chan Chin Pang，1977年1月14日—），香港男演員、男歌手，現為無綫電視經理人合約男藝員，曾憑劇集《張保仔》獲得《萬千星輝頒獎典禮2015》「最受歡迎電視男角色」獎，並憑武打劇集《城寨英雄》獲得《萬千星輝頒獎典禮2016》「最佳男主角」獎，成為「香港視帝」，曾三度分別成為「新加坡視帝」及「馬來西亞視帝」。他出身自無綫電視藝員訓練班，1997年加入寶麗金唱片公司以歌手出道但未能推出唱片，2000年轉投亞洲電視，2007年重返無綫電視。

## 背景

### 早年生活
陳展鵬出生於香港，早年在九龍深水埗區的長沙灣消防局生活，為家中獨子，父親為一名消防員，母親則為車衣女工。陳展鵬小学就讀聖公會聖紀文小學，與蕭正楠為同級同學。1989年從該校小六畢業後入讀先入到美孚地利亞修女紀念學校（百老匯）就讀初中，再於高中時期轉往昔日位於鰂魚涌太豐路的地利亞修女紀念學校（太古城）上學（1994年中五畢業生），在校時為一名文科生，於校內的歌唱比賽中獲得第4名。
另一方面，他學生時期愛好乒乓球，讀至小學五年級時獲推薦到銀禧體育中心（現為香港體育學院）接受體育訓練。從1989年至1994年間成為香港青年乒乓球代表隊成員，1993年參加過全港學界精英乒乓球比賽，並在1994年夥拍隊友陳志明、張祖喬、朱振宗以及黃旭潮到印度海德拉巴參加英聯邦運動會。他本來受父親影響立志當消防員，然而到了十多歲時為了探索更精彩的人生，便放棄了有關念頭。中五畢業前，陳展鵬曾與同學報考工業學院的電腦工程科，又報考了香港演藝學院。雖然對讀書沒有太大興趣，其香港中學會考成績仍足夠讓他升讀預科。

### 出道初期（1994年至1999年）
他中五毕业後參加無綫電視旗下電視製作專業訓練中心的無綫電視藝員訓練班第7期藝員進修班，同期同學有吳家樂、劉愷威、張松枝、陳紀匡等。畢業後簽約成為無綫藝員，多出演跑龍套角色。1990年代當模特兒時期曾經在樂善堂楊仲明學校做了兩天中文科代課老師。
1996年，陳展鵬初登大銀幕，於電影《衝鋒隊怒火街頭》中飾演陳小春弟弟；其後拍過《新唐山大兄》、《強姦陷阱》及《魔鬼教師》等十多部電影擔演男主角。同年獲著名音樂人蘇德華賞識，1997年被對方引薦簽約當時全球規模最大的寶麗金唱片公司，且獲音樂製作人劉智遠和葉廣權協助製作唱片。曾推出過《迷你》、《天性如此》、《拉拉扯扯》和《快快》四首主打單曲(後來寶麗金將這些單曲收錄在一張群星合輯中)，但因無法同時兼顧藝員和歌手工作，便與無綫解除合約。此前他於1998年初跟電視台簽下的是歌手合約。1999年因無綫解約后，而寶麗金被美國環球唱片收購，陳展鵬未及推出個人專輯已被公司放棄，只有一首單曲曾被收錄於合輯內。亞洲金融風暴後，香港經濟低迷，加上盜版倡狂，電影工作銳減，陳展鵬只好跟隨打乒乓球時認識的地盤判頭到地盤工作，半年後因腳部受傷辭職。

### 人氣上升（2000年至2007年）
2000年，陳展鵬轉投亞洲電視，主力拍攝電視劇，於《愛在有情天》及《我和殭屍有個約會III之永恆國度》等劇集擔演主要角色。同時開始主持工作，亦擔任綜藝節目表演嘉賓，並於2006年之《第十二屆十大電視廣告頒獎典禮》演繹多首金曲。2007年9月，陳展鵬約滿離開亞洲電視；翌年在拍攝完成《大城小故事》、《靈舍不同》後跟李香琴重返無綫電視，為其在亞洲電視的告别作。

### 重返無綫初期（2007年至2011年）
2007年，陳展鵬再度重返無綫電視，其重返無綫電視的首部作品為《桌球天王》，飾演青年版鄭少秋，對白及出鏡不多；後在無綫電視劇集《烈火雄心3》中飾演消防區長「彭志斌」。其後，他在《情越雙白線》、《讀心神探》、《Only You 只有您》等劇集參與演出。2011年，無綫電視與陳展鵬簽訂經理人合約。同年，他憑《真相》劉思傑一角於《MY AOD我的最愛頒獎典禮2011》獲頒「我的最愛十五大電視角色」獎。

### 高峰時期（2012年至2017年）
2012年，陳展鵬首次演出喜劇，在《衝呀！瘦薪兵團》飾演首席產品設計師「巫雅歷」，並於《MY AOD我的最愛頒獎典禮2012》獲頒「我的最愛十五大電視角色」獎。2013年，他於無綫電視劇集《巨輪》飾演「喬天生」一角，並憑此角於《TVB 馬來西亞星光薈萃頒獎典禮2013》獲頒「最喜愛TVB電視角色」獎，亦於《星和無綫電視大獎2014》獲頒「我最愛TVB電視男角色」獎。2014年，他憑無綫電視劇集《叛逃》獲得《星和無綫電視大獎2014》「我最愛TVB男主角」獎，成為「新加坡視帝」，亦奪得由香港新浪微博主辦的《微博之星2014》「微博給力電視剧男角色」獎。

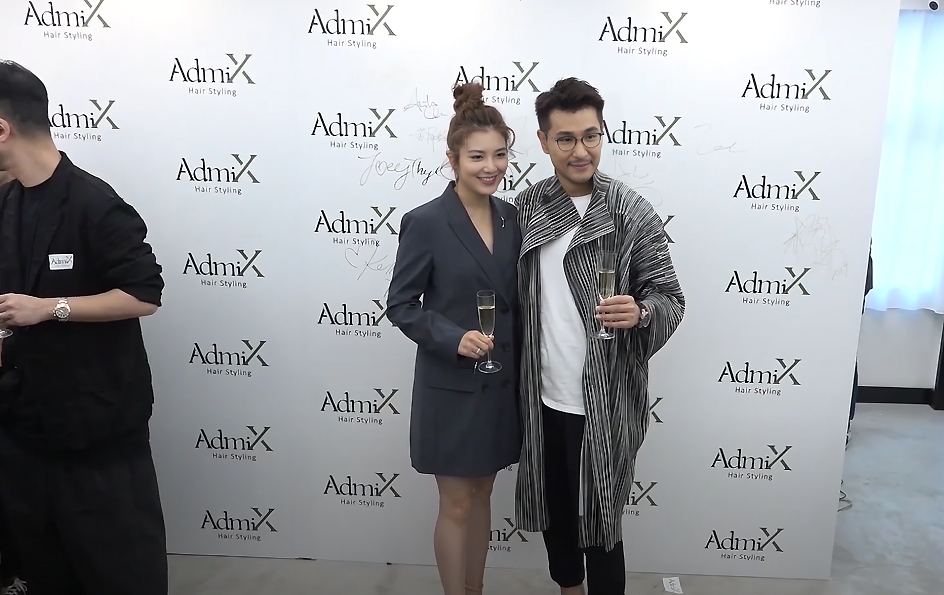
2019年11月，陳展鵬與妻子單文柔出席中環士丹利街 AdmiX Hair Styling 開幕活動

2015年，陳展鵬憑無綫電視劇集《張保仔》中「愛新覺羅．旻皓」一角蟬聯「新加坡視帝」及《微博之星2015》「微博給力電視剧男角色」獎，並在《TVB馬來西亞星光薈萃頒獎典禮2015》奪得「最喜愛TVB男主角」獎，成為「大馬視帝」。香港方面，他於《萬千星輝頒獎典禮2015》首次奪得「最受歡迎電視男角色」獎。，以及奪得《Yahoo搜尋人氣大獎2015》「最佳電視男藝員」。2016年，陳展鵬憑無綫電視武打劇集《城寨英雄》「朝猛山」一角連續三年奪得《星和無綫電視大獎2016》「我最愛TVB男主角」獎，以及於《TVB馬來西亞星光薈萃頒獎典禮2016》蟬聯大馬視帝「最喜愛TVB男主角」獎。同年12月，他在香港首次奪得《萬千星輝頒獎典禮2016》「最佳男主角」獎，成為「香港視帝」。他憑《城寨英雄》在馬來西亞、新加坡及香港三地均奪得視帝獎項。
2017年，陳展鵬在無綫電視劇集《同盟》飾演「高子杰」一角，並憑此角分別獲得《TVB 馬來西亞星光薈萃頒獎典禮2017》「最喜愛TVB電視角色」獎及《星和無綫電視大獎2017》「我最愛TVB電視男角色」獎。同年推出其個人太陽眼鏡品牌。

### 暫時減產（2018年至2020年）
2018年，陳展鵬於無綫電視劇集《天命》中飾演鈕祜祿·和珅，並憑此劇入圍《萬千星輝頒獎典禮2018》「新加坡最喜愛TVB男主角」及「馬來西亞最喜愛TVB男主角」兩大獎項的最後五強。同年因為照顾患病的母亲而宣告減產。

### 再創高峰（2021年至今）
2021年，陳展鵬簽約天盟娛樂重返樂壇，自1998年後終再以歌手身份推出個人全新單曲《零歲》及《真愛配方》。此外，時隔三年的他終於有劇集播出，在時裝警匪劇《逆天奇案》中飾演O記高級督察「許浚森（森Sir）」，此劇為2021年平均收視最高的劇集。2022年，陳展鵬有五部劇集播出。1月，他在無綫電視武打劇集《鐵拳英雄》飾演「步青雲」一角。6月，他在無綫電視劇集《童時愛上你》飾演「商查禮（Charlie）」一角。7月，他在無綫電視單元劇《回歸光影頌：母親的乒乓球》飾演乒乓球教練「郭一」。9月，他在無綫電視劇集《黯夜守護者》飾演重案組警長兼「高輝（細輝哥）」。11月，他在無綫電視台慶劇《超能使者》飾演「鍾孝年（阿鏈）」一角，演技受到讚賞。他憑此劇獲得《萬千星輝頒獎典禮2022》「馬來西亞最喜愛TVB男主角」獎，並入圍「最佳男主角」最後五強。
2023年，陳展鵬特別演出無綫電視劇集《法言人》以及《隱形戰隊》，演技獲正面評讀。同年，他主演無綫電視劇集《隱門》和無綫電視台慶輕喜劇《香港人在北京》中亦獲觀眾好評，年尾憑《香港人在北京》於《萬千星輝頒獎典禮2023》入圍「最佳男主角」及「大灣區最喜愛TVB男主角」兩大獎項的最後五強。陳展鵬近年為無綫電視監製文偉鴻、王心慰及方駿釗的常用演員。
2024年4月，陳展鵬主演無綫電視電視劇《逆天奇案2》播出，他於劇中再次飾演O記高級督察「許浚森（森Sir）」，口碑及收視節節上升，大結局迎來當週收視冠軍。 年尾陳展鵬憑此劇入圍《萬千星輝頒獎典禮2024》「最佳男主角」及「大灣區最喜愛男主角」兩大獎項的最後五強。

## 感情生活
陳展鵬曾於2008年與亞姐冠軍姚嘉雯拍拖，雙方均承認表示已分手，現階段只是朋友關係。《明報周刊》第2246期文章中提到：「他以前拍過七次拖，兩個是圈內人，其中一些是拍散拖，最長一段關係維持7年，由18歲拍到25歲，就是他由歌手變失業再轉拍電影最霉那7年。而舊女友2008年亞洲小姐冠軍姚嘉雯因他跳槽無綫搏殺致分手。」
2017年3月，陳展鵬與單文柔被發現在太平山頂約會而傳出緋聞，陳展鵬否認二人關係，同年8月他在雜誌專訪中談到與單文柔的緋聞。
2018年9月10日，陳展鵬宣布與單文柔結婚，二人於10月13日舉行婚禮。同年11月10日，妻子單文柔在社交網站宣布懷孕。
2019年4月21日，陳展鵬夫妻於社交平台正式公布，體重七磅的愛女「小豬比」已經出世，並取名Quinta，並指女兒已經出生一星期。

## 演出作品

### 電視劇（無綫電視）
| 首播   | 劇名            | 角色                                      |
| 1994年 | 笑看風雲        | 劉丙德（Peter）                           |
| 1994年 | 餐餐有宋家      | Nick山 / 星探                             |
| 1995年 | 金牙大狀（貳）  | 張學秀                                    |
| 1995年 | 廉政英雌        | 記者                                      |
| 1995年 | 真情            | Eric／青年李標漢                          |
| 1995年 | 水餃皇后        | 朱得柏                                    |
| 1995年 | 萬里長情        | 志雄                                      |
| 1995年 | O記實錄         | 胡世傑                                    |
| 1995年 | 神鵰俠侶        | 宋德方                                    |
| 1995年 | 總有出頭天      | 安                                        |
| 1995年 | 壹號皇庭IV      | Frankie范                                 |
| 1995年 | 新同居關係      | 方世海                                    |
| 1995年 | 娛樂插班生      | Peter                                     |
| 1995年 | 天降奇緣        | 方世華                                    |
| 1995年 | 刑事偵緝檔案II  | 髮型師                                    |
| 1996年 | 天地男兒        | 新仔                                      |
| 1996年 | 河東獅吼        | 書生                                      |
| 1996年 | 900重案追兇     | 歐力強                                    |
| 1996年 | 廉政行動組      | 阿四                                      |
| 1996年 | 笑傲江湖        | 劉飛                                      |
| 1996年 | 緝私群英        | 楊修全                                    |
| 1996年 | 五個醒覺的少年  | 雄                                        |
| 1996年 | 新上海灘        | 法領事副官                                |
| 1996年 | 廉政行動1996    | 陳展文                                    |
| 1996年 | 地獄天使        | 黎天王                                    |
| 1997年 | 樂壇插班生      | 節目主持人                                |
| 1997年 | 迷離檔案        | 賴家亮                                    |
| 1997年 | 圓月彎刀        | 成                                        |
| 1997年 | 狀王宋世傑      | 黑弟子／腳宗弟子                          |
| 1997年 | 隱形怪傑        | 阿齊                                      |
| 1998年 | 愛在暴風的日子  | 雷金發之手下                              |
| 1998年 | 大刺客之呂四娘  | 胤祹                                      |
| 2009年 | 桌球天王        | 游一橋（青年）                            |
| 2009年 | ID精英          | 麥子軒（Kelvin）                          |
| 2009年 | 烈火雄心3       | 彭志斌（Kelvin）                          |
| 2010年 | 戀愛星求人      | 鍾建邦（Frankie）                         |
| 2010年 | 談情說案        | 黃志斌（Ben）                             |
| 2010年 | 蒲松齡          | 蒲柏齡                                    |
| 2010年 | 情越雙白線      | 關樹人（Tony）                            |
| 2010年 | 讀心神探        | 趙文海／黎Sir                             |
| 2011年 | 仁心解碼        | 方榮俊（Leo）                             |
| 2011年 | Only You 只有您 | 吳兆海                                    |
| 2011年 | 女拳            | 雷 剛（青年）                             |
| 2011年 | 洪武三十二      | 朱權（寧王）                              |
| 2011年 | 真相            | 劉思傑（Keith）                           |
| 2011年 | 法證先鋒III     | 方世友（Jim）                             |
| 2012年 | 衝呀！瘦薪兵團  | 巫雅歷（Alex）                            |
| 2012年 | 回到三國        | 周瑜                                      |
| 2013年 | 心路GPS         | 夏日長（Summer）                          |
| 2013年 | 情越海岸線      | 程禮榮（Fit榮）                           |
| 2013年 | 巨輪            | 喬天生（Sam）                             |
| 2014年 | 單戀雙城        | 陸恭梓                                    |
| 2014年 | 叛逃            | 莊有正（Carson）                          |
| 2014年 | 廉政行動2014    | 陳國仁（Kelvin）                          |
| 2014年 | 大藥坊          | 丁一元                                    |
| 2015年 | 天眼            | 鄭力行（阿力，旮旯）                      |
| 2015年 | 張保仔          | 愛新覺羅．旻皓（十一貝勒）／保兒（Bowie） |
| 2016年 | 廉政行動2016    | 陳國仁（Batman）                          |
| 2016年 | 城寨英雄        | 朝陽（左勾拳、拳佬）／朝猛山              |
| 2016年 | 巨輪II          | 喬天生（Sam）                             |
| 2017年 | 乘勝狙擊        | 翟冠一（一哥）／蔣冠一（一仔）            |
| 2017年 | 同盟            | 高子（仔）                                |
| 2018年 | 天命            | 鈕祜祿．和珅                              |
| 2021年 | 逆天奇案        | 許浚森（森Sir）                           |
| 2022年 | 鐵拳英雄        | 步青雲／步天下                            |
| 2022年 | 童時愛上你      | 商查禮（Charlie）                         |
| 2022年 | 母親的          | 郭一（郭Sir）                             |
| 2022年 | 黯夜守護者      | 高輝（輝Sir、細輝哥）                     |
| 2022年 | 超能使者        | 鍾孝年（阿鏈）                            |
| 2023年 | 隱形戰隊        | 匡勝天（特別演出）                        |
| 2023年 | 法言人          | 的士陳（特別演出）                        |
| 2023年 | 隱門            | 莊子喬（Ray）                             |
| 2023年 | 香港人在北京    | 徐港仁                                    |
| 2024年 | 逆天奇案2       | 許浚森（森Sir）                           |
| 未播映 | 巨塔之后        | 戴德橋                                    |
| 籌備中 | 玫瑰戰爭        |                                           |

### 電視劇（邵氏兄弟）
| 首播   | 劇名     | 角色            |
| 2023年 | 廉政狙擊 | 畢永鏗（畢Sir） |

### 電視劇（亞洲電視）
| 首播   | 劇名                          | 角色                   |
| 2002年 | 有求必應                      | 金多寶                 |
| 2002年 | 吉祥任務                      | 翁兆龍                 |
| 2003年 | 萬家燈火                      | 趙高慶                 |
| 2003年 | 暴風型警                      | 陳星佑                 |
| 2004年 | 子是故人來                    | 藍英（青年）           |
| 2004年 | 愛在有情天                    | 莊寧                   |
| 2004年 | 我和殭屍有個約會III之永恆國度 | 何有求／天逸先生／命運 |
| 2005年 | 喜有此理                      | 珍寶／浩南             |
| 2006年 | 盲俠金魚飛天豬                | 劍太郎                 |
| 2006年 | 方德與苗翠花                  | 雷老虎                 |
| 2006年 | 香港奇案實錄                  | 金展宇                 |
| 2006年 | 大清後宮                      | 毓泰                   |
| 2007年 | 大城小故事                    | 陳尚政（政哥）         |
| 2007年 | 笨小孩                        | 高士林                 |
| 2007年 | 靈舍不同                      | 劉志鵬                 |

### 電視劇（其他）
- 警網雄風
- 中港奇案系列
- I.T.檔案之天眼
- 新楚留香 飾 溫良玉

### 電視節目
| 年份           | 節目名稱                | 備註 |
| 亞洲電視       |                         | |
| 2003年         | 點指食腦咁簡單          | |
| 2003年         | 與獸同行                | 聲音主持 |
| 2003年         | 動感地帶                | |
| 2004年         | 一雙筷子走天涯          | 其他主持人：樓南光 |
| 2005年         | 日本名菜大比拼          | |
| 2005年         | 大遊俠                  | |
| 2006年         | 從香港出發I             | 四川篇 |
| 2006年         | 千里走青藏              | 中央電視台《東方時空》聯合臺灣東森電視台、臺灣中天電視台、臺灣TVBS電視台、香港亞洲電視台以及澳門廣播電視有限公司推出之專題節目 |
| 2007年         | 從香港出發II            | 台灣篇、若爾蓋篇 |
| 2006年至2007年 | 第一手真相              | 其他主持人：陳啟泰、袁文傑、林韋辰                                                                                             |
| 無綫電視       |                         | |
| 2008年         | 師傅駕到                | |
| 2013年         | 蒲．酒店                | 其他主持人：陳智燊、姚子羚、黃翠如                                                                                             |
| 2021年         | 500日後                 | 其他主持人：陳自瑤、唐詩詠、黃翠如、蕭正楠                                                                                     |
| 2023年         | 2023香港小姐競選決賽    | |
| 2023年         | 爸知弊！你嚟湊吖！      | |
| 2023年         | 善心滿載仁愛堂          | |
| 2023年         | 綠茵勝境音樂祭          | |
| 2024年         | 新春保良迎金龍          | |
| 2024年         | 尋找世界另一個我 台灣篇 | |
| Astro電視      |                         | |
| 2012年         | 龍年咪走寶              | 其他主持人：陳愛華 |
| 2013年         | 星級健康                | 第2集 |
| 2014年         | 星級健康2               | 第2集 |
| 2015年         | 星級健康3之星梦成真     | 第6集 |

### 電影
| 年份   | 片名                                  | 角色                       |
| 1996年 | 衝鋒隊：怒火街頭                      | 焦世榮                     |
| 1996年 | 少年15/16時                           | 山楂哥                     |
| 1996年 | 旺角風雲                              | 阿甘                       |
| 1997年 | 忽然丈夫 （又名：絕戀、我的愛對你說） | 陳鵬                       |
| 1997年 | 旺角大家姐                            | 杯麵哥                     |
| 1998年 | 新唐山大兄                            | 劉國邦                     |
| 1998年 | 強姦陷阱 （又名：法本無情）           | 陳志鵬                     |
| 1999年 | 新羔羊醫生                            | Kelvin                     |
| 1999年 | 我老豆唔係人                          |                            |
| 1999年 | 魔鬼教師                              | 張樂明                     |
| 1999年 | 魔鬼教師                              | 【備註】演唱片尾曲《空間》 |
| 2000年 | 發光石頭                              | 阿海                       |
| 2000年 | 藍煙火                                | 仔仔                       |
| 2001年 | 每天嚇你八小時                        | 黃恩東（阿東）             |
| 2002年 | 動物凶靈 （又名：閃靈兇猛）           | 記者                       |
| 2003年 | 賭俠之人定勝天 （又名：千王之王2003） | 廚師                       |
| 2003年 | 無冕皇帝                              | 行政總裁                   |

### 舞台劇
| 年份   | 劇名         | 角色   |
| 1998年 | 戀戀瓊瑤     | 霍達華 |
| 1999年 | 瓊瑤世紀之詩 | 霍達華 |

### 廣播劇
| 年份                     | 頻道           | 廣播劇 - 聲演角色          |
| 2013年10月14日至10月25日 | 香港電台第一台 | 《紫色音樂．情人夢》- 陳康 |

### 配音
| 首播   | 動畫片名稱/劇名         | 配音角色                               |
| 2010年 | 《怕怕不怕》            | 小霸王龍                               |
| 2016年 | 《使徒行者》            | 董百豪（角色由李光洁飾演，粵語版配音） |
| 2019年 | 《使徒行者2：諜影行動》 | 董先生（角色由黄志忠飾演，粵語版配音） |

### 音樂錄像
- 1997年：陳曉東《心理遊戲》（粵語版本）

## 音樂作品及音樂會

### 個人單曲
- 1998年：《天性如此》、《迷你》、《拉拉扯扯》、《快快》、《天性如此(remix)》（收錄於《寶麗金新舊偶像第一次》合輯）

| # | 專輯名稱             | 專輯類型 | 發行公司   | 發行日期 | 曲目                                                            |
| - | -------------------- | -------- | ---------- | -------- | --------------------------------------------------------------- |
| 1 | 寶麗金新舊偶像第一次 | 精選     | 寶麗金唱片 | 1998年   | 曲目 1. 天性如此 2. 迷你 3. 拉拉扯扯 4. 快快 5. 天性如此(remix) |

### 合輯
- 1996年－1998年：寶麗金唱片歌星、寶麗金新舊精選第一次、龍虎榜VL8
- 1998年：最好關係
- 2004年：勢在亞洲：超人氣電視主題曲巡禮
- 2006年：麗的亞視半世紀的精彩
- 2008年：亞洲電視五十周年經典電視劇主題曲（Karaoke 2DVD + Bonus CD）
- 2010年：好歌101
- 2011年：好歌Encore 101
- 2015年：TV Love Songs Forever

### 其他歌曲
- 2014年：We Are The Only One（與群星合唱）《2014 FIFA巴西世界盃》TVB主題曲
- 2016年：乘風（與群星合唱）《TVB Amazing Summer》

### 電視劇歌曲
| 年份   | 歌曲名稱                             | 劇名           | 性質         | 備註 | 首次收錄專輯                                    |  |
| 2004年 | 註定（页面存档备份，存于）           | 愛在有情天     | 主題曲（粵） | 與陳秀雯合唱                                                                                                   | 《勢在亞洲：超人氣電視劇主題曲巡禮》            |  |
| 2004年 | 愛在有情天                           | 愛在有情天     | 主題曲（國） | 與陳秀雯合唱                                                                                                   | 《勢在亞洲：超人氣電視劇主題曲巡禮》            |  |
| 2004年 | 這一天那一天                         | 愛在有情天     | 插曲         | | 《勢在亞洲：超人氣電視劇主題曲巡禮》            |  |
| 2004年 | 自信自強                             | 俠膽醫神       | 主題曲       | | 《勢在亞洲：超人氣電視劇主題曲巡禮》            |  |
| 2005年 | 喜有此理（页面存档备份，存于）       | 喜有此理       | 主題曲       | 連同盧海鵬、李香琴、元秋、森森、樓南光、吳浣儀、周子濠、郭家頤、曾瑋明、黃璦瑤、吳亭欣、麥家琪及翟威廉群星合唱 | 《亞視永恆》                                    |  |
| 2006年 | 如果這一生有知己                     | 香港奇案實錄   | 插曲         | |                                                 |  |
| 2007年 | 簡單愛（页面存档备份，存于）         | 笨小孩         | 主題曲（粵） | 與李宗翰合唱                                                                                                   | 《亞視永恆》                                    |  |
| 2007年 | 慢三拍                               | 笨小孩         | 主題曲（國） | 與李宗翰合唱                                                                                                   | 《亞洲電視五十周年經典電視劇主題曲》（Karaoke） |  |
| 2007年 | 心有靈犀 （页面存档备份，存于）      | 靈舍不同       | 主題曲       | 與小雪合唱 | 《好歌101》                                     |  |
| 2007年 | 越愛越勇（页面存档备份，存于）       | 靈舍不同       | 插曲         | 與小雪合唱 | 《亞視永恆》                                    |  |
| 2012年 | 瘦薪族                               | 衝呀！瘦薪兵團 | 主題曲       | 與阮兆祥、喬寶寶合唱                                                                                           |                                                 |  |
| 2013年 | 小草                                 | 心路GPS        | 主題曲       | 與李司棋獨白；另有無獨白版本                                                                                   |                                                 |  |
| 2013年 | 巨輪 （页面存档备份，存于）          | 巨輪           | 主題曲       | 與蕭正楠合唱                                                                                                   |                                                 |  |
| 2014年 | 差半步（页面存档备份，存于）         | 單戀雙城       | 插曲         | | 《TV Love Songs Forever》                       |  |
| 2014年 | 千鈞一髮 （页面存档备份，存于）      | 叛逃           | 片尾曲       | 與吳卓羲合唱                                                                                                   | 《千鈞一髮》iTunes                              |  |
| 2015年 | 下世紀 （页面存档备份，存于）        | 張保仔         | 片尾曲       | | 《下世紀》iTunes                                |  |
| 2016年 | 圍城（页面存档备份，存于）           | 城寨英雄       | 主題曲       | | 《圍城》iTunes                                  |  |
| 2016年 | 從未知道你最好（页面存档备份，存于） | 城寨英雄       | 片尾曲       | 與胡定欣合唱                                                                                                   | 《My TV Love Songs》                            |  |
| 2016年 | 誰可改變 （页面存档备份，存于）      | 巨輪II         | 主題曲       | | 《My TV Love Songs》                            |  |
| 2017年 | 一觸即發 （页面存档备份，存于）      | 同盟           | 主題曲       | |                                                 |  |
| 2018年 | 悔別離                               | 天命           | 片尾曲       | |                                                 |  |
| 2022年 | 同路                                 | 鐵拳英雄       | 主題曲       | |                                                 |  |
| 2023年 | 暗房                                 | 隱門           | 主題曲       | 與谷婭溦合唱                                                                                                   |                                                 |  |
| 2024年 | 後悔萬年                             | 逆天奇案2      | 插曲         | |                                                 |  |

### 派台歌曲成績
| 派台歌曲成績（四台）  | 派台歌曲成績（四台） | 派台歌曲成績（四台） | 派台歌曲成績（四台） | 派台歌曲成績（四台） | 派台歌曲成績（四台） | 派台歌曲成績（四台）                                      | 派台歌曲成績（四台）                                      |      |
| --------------------- | -------------------- | -------------------- | -------------------- | -------------------- | -------------------- | --------------------------------------------------------- | --------------------------------------------------------- | ---- |
| 唱片                  | 歌曲                 | 903                  | RTHK                 | 997                  | TVB                  | 備註                                                      | 備註                                                      |      |
| 1997年                |                      |                      |                      |                      |                      |                                                           |                                                           |      |
| 寶麗金新舊偶像第一次  | 迷你                 | -                    | -                    | -                    | -                    |                                                           |                                                           |      |
| 寶麗金新舊偶像第一次  | 天性如此             | -                    | -                    | -                    | -                    |                                                           |                                                           |      |
| 寶麗金新舊偶像第一次  | 快快                 | -                    | -                    | -                    | -                    |                                                           |                                                           |      |
| 2013年                |                      |                      |                      |                      |                      |                                                           |                                                           |      |
|                       | 巨輪                 | -                    | -                    | -                    | -                    | 與蕭正楠合唱 無綫電視劇《巨輪》主題曲                     | 與蕭正楠合唱 無綫電視劇《巨輪》主題曲                     |      |
| 2014年                |                      |                      |                      |                      |                      |                                                           |                                                           |      |
| TV Love Songs Forever | 差半步               | -                    | -                    | -                    | 4                    | 無綫電視劇《單戀雙城》插曲                                | 無綫電視劇《單戀雙城》插曲                                |      |
|                       | 千鈞一髮             | -                    | -                    | -                    | -                    | 與吳卓羲合唱 無綫電視劇《叛逃》片尾曲                     | 與吳卓羲合唱 無綫電視劇《叛逃》片尾曲                     |      |
|                       | We Are The Only One  | ×                    | ×                    | ×                    | 1                    | 首支冠軍歌 與TVB群星合唱 《2014 FIFA巴西世界盃》TVB主題曲 | 首支冠軍歌 與TVB群星合唱 《2014 FIFA巴西世界盃》TVB主題曲 |      |
| 2015年                |                      |                      |                      |                      |                      |                                                           |                                                           |      |
|                       | 下世紀               | -                    | -                    | -                    | -                    | 無綫電視劇《張保仔》片尾曲                                | 無綫電視劇《張保仔》片尾曲                                |      |
| 2016年                |                      |                      |                      |                      |                      |                                                           |                                                           |      |
|                       | 乘風                 | ×                    | ×                    | ×                    | 2                    | 與TVB群星合唱 《TVB Amazing Summer 2016》主題曲           | 與TVB群星合唱 《TVB Amazing Summer 2016》主題曲           |      |
|                       | 圍城                 | -                    | -                    | -                    | -                    | 無綫電視劇《城寨英雄》主題曲                              | 無綫電視劇《城寨英雄》主題曲                              |      |
| My TV Love Songs      | 從未知道你最好       | -                    | -                    | -                    | 2                    | 與胡定欣合唱 無綫電視劇《城寨英雄》片尾曲                 | 與胡定欣合唱 無綫電視劇《城寨英雄》片尾曲                 |      |
| My TV Love Songs      | 誰可改變             | -                    | -                    | -                    | 2                    | 無綫電視劇《巨輪II》主題曲                                | 無綫電視劇《巨輪II》主題曲                                |      |
| 派台歌曲成績（五台）  |                      |                      |                      |                      |                      |                                                           |                                                           |      |
| 唱片                  | 歌曲                 | 903                  | RTHK                 | 997                  | TVB                  | ViuTV                                                     | 備註                                                      | 備註 |
| 2021年                |                      |                      |                      |                      |                      |                                                           |                                                           |      |
|                       | 零歲                 | -                    | 10                   | 1                    | -                    | ×                                                         |                                                           |      |
|                       | 真愛配方             | -                    | -                    | 5                    | 1                    | ×                                                         |                                                           |      |
| 2024年                |                      |                      |                      |                      |                      |                                                           |                                                           |      |
|                       | 後悔萬年             | ×                    | ×                    | ×                    | -                    | ×                                                         | 無綫電視劇《逆天奇案2》插曲                               |      |

| 各台冠軍歌總數 | 各台冠軍歌總數 | 各台冠軍歌總數 | 各台冠軍歌總數 | 各台冠軍歌總數 | 各台冠軍歌總數    | 各台冠軍歌總數    | 各台冠軍歌總數 |
| -------------- | -------------- | -------------- | -------------- | -------------- | ----------------- | ----------------- | -------------- |
| 四台a          | 903            | RTHK           | 997            | TVB            | 備註              | 備註              | 備註           |
| 四台a          | 0              | 0              | 1              | 2              | 四台冠軍歌總數：0 | 四台冠軍歌總數：0 |                |
| 五台b          | 903            | RTHK           | 997            | TVB            | ViuTV             | 備註              |                |
| 五台b          | 0              | 0              | 1              | 1              | 0                 | 五台冠軍歌總數：0 |                |

- （*）仍在榜上
- （-）未能上榜
- （×）沒有派往該台
- ^  注解a：包括2021年後的冠軍歌曲
- ^  注解b：2021年起

## 其他

### 亞視月曆
- 2003年－2月：田蕊妮
- 2004年－3月
- 2006年－8月：麥家琪
- 2007年－5月：陳啟泰、張文慈、李香琴、盧海鵬、羅家英、鮑起靜、劉錫賢等多位藝人
- 2007年－12月：劉綽琪

### 無綫月曆
- 2013年－12月：黃德斌、關禮傑、呂慧儀、敖嘉年、朱慧敏、梁烈唯
- 2014年－6月：曾志偉、陳百祥、鄭丹瑞、洪永城、麥長青、關禮傑、徐榮、羅鈞滿、金剛、鄧梓峰
- 2015年－7月：天眼（鄭嘉穎、楊茜堯/楊怡）及 2015年—10月：張保仔（洪永城、陳凱琳）
- 2016年－11月：城寨英雄（袁偉豪、胡定欣、伍允龍、元秋、劉佩玥、林子善）
- 2017年－4月：同盟（鮑起靜、胡定欣、陳山聰、姚子羚、敖嘉年、梁烈唯）
- 2018年－6月：天命（譚俊彥、陳山聰、李施嬅、唐詩詠、姚子羚）

## 公益活動
- 2014年：香港TVB 足球世界杯宣传大使（嘉賓）
- 2014 / 2015年：荃灣區滅罪大使
- 2015 / 2016年：荃灣區冬防滅罪之星
- 2016年至今：GPEX Central（馬來西亞 / 香港）
- 2016年：健康快車 建行（亞洲）慈善跑步行活動大使
- 2018年：龍耳 宣傳聾健共融
- 2018年：香港麥當勞叔叔之家慈善基金義工領袖

## 獎項及提名

### 萬千星輝頒獎典禮
| 年份   | 獎項                    | 作品                           | 角色/拍檔                        | 結果     |
| ------ | ----------------------- | ------------------------------ | -------------------------------- | -------- |
| 2011年 | 最佳男主角              | 真相                           | 劉思傑                           | 提名     |
| 2011年 | 我最喜愛的電視男角色    | 真相                           | 劉思傑                           | 最後五強 |
| 2013年 | 最佳男主角              | 巨輪                           | 喬天生                           | 最後五強 |
| 2013年 | 最受歡迎電視男角色      | 巨輪                           | 喬天生                           | 最後五強 |
| 2014年 | 最佳男主角              | 叛逃                           | 莊有正                           | 最後五強 |
| 2014年 | 最受歡迎電視男角色      | 單戀雙城                       | 陸恭梓                           | 提名     |
| 2014年 | 最受歡迎劇集歌曲        | 差半步                         | 不適用                           | 提名     |
| 2014年 | 最受歡迎劇集歌曲        | 千鈞一髮（與吳卓羲合唱）       | 不適用                           | 提名     |
| 2015年 | 最佳男主角              | 張保仔                         | 愛新覺羅．旻皓/保兒              | 最後五強 |
| 2015年 | 最受歡迎電視男角色      | 張保仔                         | 愛新覺羅．旻皓/保兒              | 獲獎     |
| 2015年 | 最受歡迎劇集歌曲        | 下世紀                         | 不適用                           | 提名     |
| 2016年 | 最佳男主角              | 城寨英雄                       | 朝陽                             | 獲獎     |
| 2016年 | 最受歡迎電視男角色      | 城寨英雄                       | 朝陽                             | 最後五強 |
| 2016年 | 最受歡迎電視搭檔        | 城寨英雄                       | 與袁偉豪                         | 提名     |
| 2016年 | 最受歡迎劇集歌曲        | 從未知道你最好（與胡定欣合唱） | 不適用                           | 獲獎     |
| 2017年 | 最佳男主角              | 同盟                           | 高子                             | 最後五強 |
| 2017年 | 最受歡迎電視男角色      | 同盟                           | 高子                             | 提名     |
| 2017年 | 最受歡迎劇集歌曲        | 一觸即發                       | 不適用                           | 提名     |
| 2018年 | 新加坡最喜愛TVB男主角   | 天命                           | 鈕祜祿．和珅                     | 最後三強 |
| 2018年 | 馬來西亞最喜愛TVB男主角 | 天命                           | 鈕祜祿．和珅                     | 最後三強 |
| 2018年 | 最佳男主角              | 天命                           | 鈕祜祿．和珅                     | 提名     |
| 2018年 | 最受歡迎電視男角色      | 天命                           | 鈕祜祿．和珅                     | 提名     |
| 2018年 | 最受歡迎電視歌曲        | 悔別離                         | 不適用                           | 提名     |
| 2021年 | 最佳男主角              | 逆天奇案                       | 許浚森                           | 最後五強 |
| 2021年 | 最受歡迎電視男角色      | 逆天奇案                       | 許浚森                           | 提名     |
| 2021年 | 馬來西亞最喜愛TVB男主角 | 逆天奇案                       | 許浚森                           | 最後五強 |
| 2021年 | 最受歡迎電視搭檔        | 逆天奇案                       | 與林夏薇                         | 最後十強 |
| 2022年 | 最佳男主角              | 鐵拳英雄                       | 步青雲                           | 提名     |
| 2022年 | 最佳男主角              | 母親的                         | 郭一                             | 提名     |
| 2022年 | 最佳男主角              | 黯夜守護者                     | 高輝                             | 提名     |
| 2022年 | 最佳男主角              | 超能使者                       | 鍾孝年                           | 最後五強 |
| 2022年 | 最受歡迎電視男角色      | 鐵拳英雄                       | 步青雲                           | 提名     |
| 2022年 | 最受歡迎電視男角色      | 母親的                         | 郭一                             | 提名     |
| 2022年 | 最受歡迎電視男角色      | 黯夜守護者                     | 高輝                             | 提名     |
| 2022年 | 最受歡迎電視男角色      | 超能使者                       | 鍾孝年                           | 最後十強 |
| 2022年 | 馬來西亞最喜愛TVB男主角 | 鐵拳英雄                       | 步青雲                           | 最後十強 |
| 2022年 | 馬來西亞最喜愛TVB男主角 | 母親的                         | 郭一                             | 提名     |
| 2022年 | 馬來西亞最喜愛TVB男主角 | 黯夜守護者                     | 高輝                             | 提名     |
| 2022年 | 馬來西亞最喜愛TVB男主角 | 超能使者                       | 鍾孝年                           | 獲獎     |
| 2022年 | 最受歡迎電視拍檔        | 超能使者                       | 與唐詩詠、陳山聰、劉穎鏇、林子善 | 最後十強 |
| 2023年 | 最佳男主角              | 隱門                           | 莊子喬                           | 提名     |
| 2023年 | 最佳男主角              | 香港人在北京                   | 徐港仁                           | 最後五強 |
| 2023年 | 大灣區最喜愛TVB男主角   | 香港人在北京                   | 徐港仁                           | 最後五強 |
| 2023年 | 馬來西亞最喜愛TVB男主角 | 香港人在北京                   | 徐港仁                           | 提名     |
| 2023年 | 馬來西亞最喜愛TVB男主角 | 隱門                           | 莊子喬                           | 提名     |
| 2024年 | 最佳男主角              | 逆天奇案2                      | 許浚森                           | 最後五強 |
| 2024年 | 大灣區最喜愛TVB男主角   | 逆天奇案2                      | 許浚森                           | 最後五強 |
| 2024年 | 馬來西亞最喜愛TVB男主角 | 逆天奇案2                      | 許浚森                           | 提名     |
| 2024年 | 最佳電視歌曲            | 《後悔萬年》                   | 不適用                           | 最後十強 |
| 2024年 | 最佳電視歌曲            | 《當我遇到》（與林夏薇合唱）   | 不適用                           | 提名     |

### MY AOD我的最愛頒獎典禮
| 年份   | 獎項                     | 作品           | 角色/拍檔 | 結果     |
| ------ | ------------------------ | -------------- | --------- | -------- |
| 2011年 | 我的至愛男主角           | 真相           | 劉思傑    | 最後五強 |
| 2011年 | 我的最愛十五大電視男角色 | 真相           | 劉思傑    | 獲獎     |
| 2012年 | 我的最愛電視男主角       | 衝呀！瘦薪兵團 | 巫雅歷    | 提名     |
| 2012年 | 我的最愛十五大電視男角色 | 衝呀！瘦薪兵團 | 巫雅歷    | 獲獎     |
| 2012年 | 我的最愛電視螢幕情侶     | 衝呀！瘦薪兵團 | 與田蕊妮  | 提名     |

### TVB 馬來西亞星光薈萃頒獎典禮
| 年份   | 獎項              | 作品                           | 角色/拍檔           | 結果     |
| ------ | ----------------- | ------------------------------ | ------------------- | -------- |
| 2013年 | 最喜愛TVB男主角   | 巨輪                           | 喬天生              | 最後五強 |
| 2013年 | 最喜愛TVB電視角色 | 巨輪                           | 喬天生              | 獲獎     |
| 2013年 | 最喜愛TVB熒幕情侶 | 巨輪                           | 與鍾嘉欣            | 最後五強 |
| 2014年 | 最喜愛TVB男主角   | 單戀雙城                       | 陸恭梓              | 最後三強 |
| 2014年 | 最喜愛TVB電視角色 | 單戀雙城                       | 陸恭梓              | 獲獎     |
| 2014年 | 最喜愛TVB熒幕情侶 | 單戀雙城                       | 與陳茵媺            | 獲獎     |
| 2015年 | 最喜愛TVB男主角   | 張保仔                         | 愛新覺羅．旻皓/保兒 | 獲獎     |
| 2015年 | 最喜愛TVB電視角色 | 張保仔                         | 愛新覺羅．旻皓/保兒 | 獲獎     |
| 2015年 | 最喜愛TVB熒幕情侶 | 張保仔                         | 與陳凱琳            | 最後三強 |
| 2016年 | 最喜愛TVB男主角   | 城寨英雄                       | 朝陽                | 獲獎     |
| 2016年 | 最喜愛TVB電視角色 | 城寨英雄                       | 朝陽                | 獲獎     |
| 2016年 | 最喜愛TVB熒幕情侶 | 城寨英雄                       | 與胡定欣            | 獲獎     |
| 2016年 | 最喜愛TVB劇集歌曲 | 從未知道你最好（與胡定欣合唱） | 不適用              | 獲獎     |
| 2017年 | 最喜愛TVB男主角   | 同盟                           | 高子                | 最後三強 |
| 2017年 | 最喜愛TVB電視角色 | 同盟                           | 高子                | 獲獎     |
| 2017年 | 最喜愛TVB熒幕情侶 | 同盟                           | 與胡定欣            | 獲獎     |

### 星和無綫電視大獎
| 年份   | 獎項                | 作品                           | 角色                | 結果 |
| ------ | ------------------- | ------------------------------ | ------------------- | ---- |
| 2012年 | TVB最佳男新人       | 真相                           | 劉思傑              | 獲獎 |
| 2013年 | 我最愛TVB電視男角色 | 情越海岸線                     | 程禮榮              | 獲獎 |
| 2014年 | 我最愛TVB男主角     | 叛逃                           | 莊有正              | 獲獎 |
| 2014年 | 我最愛TVB電視男角色 | 巨輪                           | 喬天生              | 獲獎 |
| 2015年 | 我最愛TVB男主角     | 張保仔                         | 愛新覺羅．旻皓/保兒 | 獲獎 |
| 2016年 | 我最愛TVB男主角     | 城寨英雄                       | 朝陽                | 獲獎 |
| 2016年 | 我最愛TVB螢幕情侶   | 城寨英雄                       | 與胡定欣            | 獲獎 |
| 2016年 | 我最愛TVB劇集歌曲   | 從未知道你最好（與胡定欣合唱） | 不適用              | 獲獎 |
| 2017年 | 我最愛TVB電視男角色 | 同盟                           | 高子                | 獲獎 |

### 勁歌金曲優秀選
| 年份   | 獎項                             | 歌曲                           | 結果 |
| ------ | -------------------------------- | ------------------------------ | ---- |
| 2016年 | 2016勁歌金曲優秀選第二回得獎歌曲 | 誰可改變                       | 獲獎 |
| 2016年 | 2016勁歌金曲優秀選第二回得獎歌曲 | 從未知道你最好（與胡定欣合唱） | 獲獎 |

### 勁歌金曲頒獎典禮
| 年份   | 獎項               | 歌曲                           | 結果 |
| ------ | ------------------ | ------------------------------ | ---- |
| 2016年 | 勁歌金曲獎         | 誰可改變                       | 獲獎 |
| 2016年 | 勁歌金曲獎         | 從未知道你最好（與胡定欣合唱） | 獲獎 |
| 2016年 | 最佳合唱歌曲獎金獎 | 從未知道你最好（與胡定欣合唱） | 獲獎 |

### 新城勁爆頒獎禮
| 年份   | 獎項         | 歌曲   | 結果 |
| ------ | ------------ | ------ | ---- |
| 2021年 | 勁爆我撐歌手 | 不適用 | 提名 |
| 2021年 | 勁爆我撐歌曲 | 零歲   | 獲獎 |

### J ayne Star
- 2011年：Sexiest Man Alive In Hong Kong Award
- 2012年：Sexiest Man Alive In Hong Kong Award

### McMillan Woods Global Awards
- 2016年：Asia Pacific Best Male Actor

### 新加坡e樂大賞
- 2012年：e樂人氣香港電視演員
- 2013年：e樂人氣香港電視演員
- 2014年：e樂人氣香港電視演員

### YAHOO!搜尋人氣大獎
| 年份   | 獎項                   | 類別   | 結果    |
| ------ | ---------------------- | ------ | ------- |
| 2015年 | 電視男藝人             | 電視類 | 獲獎    |
| 2016年 | 電視男藝人             | 電視類 | 獲獎    |
| 2018年 | 電視男藝人             | 電視類 | 獲獎    |
| 2022年 | 熱搜本地男女藝人或組合 | 不適用 | 頭100位 |

### 微博之星
| 年份   | 獎項                 | 作品           | 角色/拍檔           | 結果 |
| ------ | -------------------- | -------------- | ------------------- | ---- |
| 2014年 | 微博給力電視劇男角色 | 叛逃           | 莊有正              | 獲獎 |
| 2015年 | 微博給力電視劇男角色 | 張保仔         | 愛新覺羅．旻皓/保兒 | 獲獎 |
| 2015年 | 微博給力CP           | 張保仔         | 與陳凱琳            | 獲獎 |
| 2016年 | 微博給力電視劇男角色 | 城寨英雄       | 朝陽                | 獲獎 |
| 2016年 | 微博給力CP           | 城寨英雄       | 與胡定欣            | 獲獎 |
| 2016年 | 微博給力劇集歌曲     | 從未知道你最好 | 不適用              | 獲獎 |

### 其他獎項
| 年份   | 頒獎典禮/ 機構   | 選舉/ 排行榜                      | 獎項                                           | 結果 |
| ------ | ---------------- | --------------------------------- | ---------------------------------------------- | ---- |
| 2015年 | 東網巨星         | 東網民選TV King & Queen           | 民選視帝：第1位                                | 獲獎 |
| 2015年 | 東方新地         | 誰是你心水視帝？                  | 第1位                                          | 獲獎 |
| 2015年 | Yahoo!雅虎香港   | 2015視帝視后投票站                  | 最佳男主角                                     | 獲獎 |
| 2016年 | E週刊            | 網上民選視帝視后                    | 民選視帝：第1名                                | 獲獎 |
| 2016年 | 香港新浪娛樂微博 | 微博最愛萬千星輝電視選舉          | 年度男主角：第1名                              | 獲獎 |
| 2016年 | 香港新浪娛樂微博 | 微博最愛萬千星輝電視選舉          | 年度熒幕情侶：第1名 與胡定欣 《城寨英雄》      | 獲獎 |
| 2016年 | 東網巨星         | 東網民選TV King & Queen           | 民選視帝：第1位                                | 獲獎 |
| 2016年 | Yahoo! 雅虎香港  | YAHOO! 搜尋人氣大獎2016           | 電視男藝人                                     | 獲獎 |
| 2016年 | Yahoo! 雅虎香港  | YAHOO! 搜尋人氣大獎2016           | 電視劇集合唱歌：《從未知道你最好》（與胡定欣） | 獲獎 |
| 2017年 | Big Big Channel  | Big Big Channel馬來西亞全面啟動禮 | 人氣大獎                                       | 獲獎 |
| 2021年 | AEG音樂排行榜    | AEG音樂排行榜頒獎禮2021           | 鑽石人氣網絡男歌手                             | 獲獎 |
| 2021年 | AEG音樂排行榜    | AEG音樂排行榜頒獎禮2021           | 鑽石觸目全方位歌手                             | 獲獎 |
| 2021年 | AEG音樂排行榜    | AEG音樂排行榜頒獎禮2021           | 鑽石人氣歌手「零歲」                           | 獲獎 |

## 軼事
- 2018年1月8日，陳展鵬被控一項不小心駕駛罪在東區裁判法院獲判罰款港幣3,000元。案情指他在山頂柯士甸山道公眾停車場咪錶位附近馬路上不小心駕駛一輛私家車，陳並沒有到庭應訊，由代表律師認罪[31]。
- 陳展鵬的衣著品味經常被評頭品足，當中有不少網民笑指陳展鵬衣著「老土」，充斥濃厚的「亞視味」，例如穿著魚網衫、花恤衫的品味備受批評，引發「時裝災難」[32][33]。

## 外部連結
- 陳展鵬 Ruco Chan的Facebook專頁
- 陳展鵬的Instagram帳戶
- 陳展鵬的新浪微博
- 陳展鵬的小紅書帳戶 （页面存档备份，存于）
- 陳展鵬 官方網站（页面存档备份，存于）
- 陳展鵬的廣播-TVB藝人微博